# 1844
Évszázadok: 18. század – 19. század – 20. század
Évtizedek: 1790-es évek – 1800-as évek – 1810-es évek – 1820-as évek – 1830-as évek – 1840-es évek – 1850-es évek – 1860-as évek – 1870-es évek – 1880-as évek – 1890-es évek
Évek: 1839 – 1840 – 1841 – 1842 –  1843 – 1844 – 1845 – 1846 – 1847 – 1848 – 1849

## Események, történések
- március 28. – Balassa Gábort nevezik ki szombathelyi megyés püspökké. (Tisztségében június 7-én erősítik meg!)
- augusztus 6. – szeptember 10. Franciaország háborúja Marokkó ellen.
- november 13. – Magyarországon hivatalos nyelv lesz a magyar.
- Új angol gyári törvény, a nők munkaidejét 12 órában, a gyerekekét 6 és fél órában határozza meg.

## Az év témái

### 1844 a tudományban
- Washington és Baltimore között megépül az első nyilvános távíróvonal.
- A fából történő papírgyártás feltalálása.
- Ganz Ábrahám vasöntödéjének elkészülése.

## Születések
- január 4. – Lengyel Béla vegyész, akadémikus, egyetemi tanár († 1913)
- január 7. – Bernadette Soubirous apáca, lourdesi látnok († 1879)
- január 28. – Benczúr Gyula festőművész († 1920)
- február 17. – Kozma Ferenc pedagógus, művelődésszervező, publicista, az MTA tagja († 1920)
- február 20. – Munkácsy Mihály festőművész († 1900)
- március 18. – Nyikolaj Andrejevics Rimszkij-Korszakov orosz zeneszerző († 1908)
- március 19. – Minna Canth finn író, költő († 1897)
- március 24. – Arany László költő, népmesegyűjtő, Arany János fia († 1898)
- március 30. – Paul Verlaine francia költő († 1896)
- március 31. – Oskar Boettger német zoológus († 1910)
- április 9. – Erkel László zongoraművész, karnagy († 1896)
- április 16. – Anatole France író, költő, kritikus, akadémikus († 1924)
- április 20. – Kőrösy József statisztikus, a legnagyobb hatású 19. századi magyar statisztikusok egyike, az MTA tagja († 1906)
- május 7. – Deininger Imre mezőgazdász († 1918)
- május 18. – Mészöly Géza festőművész († 1887)
- május 21. – Henri Rousseau francia naiv festő († 1910)
- július 17. – Wartha Vince kémikus, műegyetemi tanár, az MTA tagja († 1914)
- augusztus 12. – Muhammad Ahmad al-Mahdi szudáni vallási és politikai vezető († 1885)
- szeptember 17. – Puskás Tivadar, a telefonközpont feltalálója († 1893)
- október 14. – Tóth Ede dráma és népszínmű író († 1876)
- október 15. - Friedrich Nietzsche filozófus, költő, klasszika-filológus († 1900)
- október 29. – Kunz Jenő jogfilozófus, szociológus, az MTA tagja († 1926)
- november 15. – Klösz György fényképész († 1913)
- november 2. – V. Mehmed, az Oszmán Birodalom 36. szultánja († 1918)
- november 25. – Karl Benz német mérnök, a modern gépkocsitechnika egyik úttörője († 1929)

## Halálozások
- március 8. – Jean Baptiste Bernadotte, francia marsall, XIV. Károly János néven svéd,  III. Károly János néven norvég király (* 1763)
- március 24. – Bertel Thorvaldsen, izlandi származású dán szobrász (* 1770)
- április 28. – Gaetano Savi olasz botanikus (* 1769)
- június 17. – Tessedik Ferenc, ügyvéd, földrajzi utazó, író (* 1800)
- június 27.  - Joseph Smith, a mormonizmus megalapítója (* 1805)
- július 27.  - John Dalton, angol fizikus és kémikus (* 1766)
- július 28.  - Joseph Bonaparte, ügyvéd, diplomata, katona, I. Napóleon francia császár bátyja, József néven nápolyi, majd spanyol király (* 1768)
- október 9. – Gegő Elek, egyházi szónok, etnográfus, történész, ferences szerzetes, az MTA levelező tagja (* 1805)
- október 28. – Kisfaludy Sándor, költő (* 1772)